# Vũ Cát Tường
Vũ Cát Tường (sinh ngày 2 tháng 10 năm 1992) là một ca sĩ kiêm sáng tác nhạc và nhà sản xuất thu âm người Việt Nam. Tường được biết đến với khả năng kết hợp nhiều thể loại nhạc khác nhau như R&B, neo soul, pop, electropop, blues, jazz, alternative rock, funk, và ballad. Tường chính thức bắt đầu sự nghiệp âm nhạc của mình vào năm 2013 khi tham gia chương trình Giọng hát Việt. Một năm sau khi kết thúc chương trình, năm 2014, Tường phát hành album phòng thu đầu tay Giải mã với đĩa đơn chính "Yêu xa". Bài hát lọt vào bảng xếp hạng âm nhạc và đã dành tổng cộng 11 giải thưởng. Năm 2018, Tường trở thành nghệ sĩ Việt Nam đầu tiên ký hợp đồng và được phân phối nhạc bởi Universal Music Group. Năm 2019, Tường là nghệ sĩ Việt Nam đầu tiên có album song ngữ Anh - Việt được sản xuất và thu âm tại Hoa Kỳ.
Năm 2018, Tường ra mắt album phòng thu thứ hai mang tên Stardom. Stardom mang âm hưởng của pop, R&B, neo soul pha trên nền nhạc điện tử. Sau khi ra mắt, album nhận được nhiều phản hồi tích cực từ giới chuyên môn và khán giả. Sau hai ngày ra mắt, album đứng vị trí số 1 iTunes và 10 bài hát lọt top 20 trên Spotify. Album cũng đoạt giải "Album của năm" tại lễ trao giải Keeng Young Awards và được đề cử "Album của năm" tại lễ trao giải Cống hiến. Album phòng thu thứ ba của Tường, Inner Me với đĩa đơn quảng bá "Có người". Inner Me được Tường thực hiện phần lớn ở phòng thu nổi tiếng United Recording tại Los Angeles, Hoa Kỳ dưới sự hỗ trợ của Michael Choi, Benjamin James, Minh trong vòng 11 tháng. Album Inner Me là album song ngữ đầu tiên của Tường và được phát hành dưới dạng USB. Không phải là những hào nhoáng, ngôi sao mà Stardom mang lại, Inner Me được nhận xét như "tảng băng chìm" bên trong nội tâm của Vũ Cát Tường. Phần được đánh giá cao nhất trong Inner me là hòa âm. Album mang thể loại pop, R&B, neo soul, funk với những ảnh hưởng từ alternative rock, pop rock. Năm 2020, Vũ Cát Tường phát hành mini-album Một triệu năm ánh sáng mang ý tưởng vũ trụ nhận được khen ngợi.
Tường cũng tổ chức hai concert mang tên "Birthday Concert" (2017), "Stardom Concert" (2018) và chuyến lưu diễn VCT Tour 2019. Ngoài sự nghiệp ca hát, Tường còn hoạt động kinh doanh ngoài âm nhạc như ra mắt bộ sưu tập thời trang mang tên Be A Fool, bộ sưu tập nước hoa The Notes by VCT hợp tác với nhà chế tác nước hoa Firmenich và thương hiệu thời trang riêng 0210 by VCT.
Trong sự nghiệp âm nhạc, Vũ Cát Tường đã giành được nhiều giải thưởng gồm 2 giải Cống hiến do Báo Thể thao và văn hóa tổ chức, được chọn vào danh sách Top 30 Under 30 của tạp chí Forbes Việt Nam cùng nhiều giải thưởng khác.

## Cuộc đời và sự nghiệp

### 1992–2013: Thời thơ ấu và khởi đầu sự nghiệp
Vũ Cát Tường sinh ngày 2 tháng 10 năm 1992 tại thành phố Long Xuyên, tỉnh An Giang, trong một gia đình có truyền thống giáo dục; cha và ông nội là giáo viên. Tường là cựu học sinh của trường Trung học phổ thông chuyên Thoại Ngọc Hầu, tỉnh An Giang và đã tốt nghiệp loại giỏi khoa kỹ thuật y sinh của Trường Đại học Quốc tế, Đại học Quốc gia Thành phố Hồ Chí Minh.
Trong gia đình không có ai theo con đường nghệ thuật, tuy nhiên niềm đam mê âm nhạc của Vũ Cát Tường bắt nguồn từ khi còn rất nhỏ. Năm 5 tuổi, Tường xin lại cây đàn organ cũ của ông ngoại, từ đó Tường đã chạm được những nốt nhạc đầu tiên. Khi còn đi học, Tường thường xuyên tham gia các hoạt đông văn nghệ của trường. Năm 14 tuổi, mẹ quyết định cho Tường lên Thành phố để theo học khoa piano của Nhạc viện Thành phố Hồ Chí Minh nhưng đến sát thời điểm thi, Tường nhận được thông báo mình đã quá tuổi đăng ký. Cùng thời điểm đó, ba Tường bị vỡ khối u ở gan. Tường phải dừng việc học nhạc để trở về An Giang. Không lâu sau, cha mẹ ly hôn. Gia đình khó khăn, mẹ Tường vất vả làm ăn chạy nợ nuôi 3 đứa con, việc học nhạc tốn quá nhiều tiền của gia đình, con đường âm nhạc của Tường cũng tạm gác lại để tập trung cho việc học văn hóa. Tường từng chia sẻ về khoảng thời gian đó: "Với tôi, âm nhạc là đam mê. Tuy nhiên, đã có lúc nhìn những nghệ sĩ trình diễn qua màn hình tivi, tôi nghĩ, âm nhạc là một thứ quá xa xỉ bởi tôi không đủ điều kiện vật chất, cũng không tự tin về bản thân." Sau khi học xong cấp ba, Tường đi lên Thành phố Hồ Chí Minh để tiếp tục công việc học và cơ duyên âm nhạc một lần nữa tới với Vũ Cát Tường. Năm 2012, Vũ Cát Tường được nhạc sĩ Phương Uyên chú ý khi biểu diễn ca khúc Đông do mình sáng tác tại một sự kiện. Nhạc sĩ Phương Uyên đã mua lại ca khúc này và Vũ Cát Tường chính là người đệm đàn cho Trúc Nhân hát ca khúc "Đông" trên sân khấu The Voice năm 2012.

### 2013–2016:Giọng hát ViệtvàGiải mã
Năm 2013, Vũ Cát Tường tham gia chương trình Giọng hát Việt mùa thứ 2 với đội của huấn luyện viên Hồng Nhung và trở thành Á quân. Dù đã nổi tiếng nhưng Vũ Cát Tường vẫn tiếp tục theo đuổi con đường học tập còn dang dở song song với hát và sáng tác. Sau cuộc thi Giọng hát Việt, Vũ Cát Tường đã ra mắt những ca khúc đầu tiên trong sự nghiệp âm nhạc của mình như "Đông", "Vết mưa". Những ca khúc này đã được rất nhiều khán giả trẻ đón nhận và yêu thích.
Năm 2014, Vũ Cát Tường phát hành đĩa đơn mới có tên "Yêu xa". Bài hát là một câu chuyện tình của hai người yêu nhau nhưng phải tạm thời cách xa nhau. Trên nền nhạc pop với những nhịp piano lảnh lót, "Yêu xa" mang nhiều màu sắc tươi sáng nhưng vẫn cảm xúc và đầy chất tự sự. Đây là đĩa đơn đầu tiên trích từ album đầu tay của Vũ Cát Tường, đây cũng là sản phẩm đánh dấu sự hợp tác của Tường với nhạc sĩ Huy Tuấn - người đóng vai trò sản xuất âm nhạc trong album. Sau khi ra mắt, ca khúc này được nhiều khán giả đón nhận và lọt vào top của các bảng xếp hạng âm nhạc tại Việt Nam. Vũ Cát Tường sau đó cũng phát hành video âm nhạc của ca khúc này, video dùng ngôn ngữ hình thể một cách vừa nên thơ nhưng cũng đầy táo bạo cảm xúc đa chiều của những chuyện tình vượt qua khoảng cách địa lý.
Cuối năm 2014, Vũ Cát Tường ra mắt album đầu tay Giải mã sau một năm bước ra từ Giọng hát Việt mùa thứ 2. Chia sẻ về cái tên của album, Vũ Cát Tường cho biết: "Cuộc sống hàng ngày của tôi xoay quanh những bài toán lập trình, viết code, mạch điện và các con số. Bản tính tôi khô khan nên nghĩ tên album lãng mạn dù chỉ một chút thôi cũng khó. Nếu bản chất của khoa học là quan sát, nghiên cứu và phân tích, thì cách tôi cảm về tình yêu tuổi trẻ cũng theo tiến trình giống như vậy. Tôi đang trên con đường tìm hiểu cuộc sống, lý giải những sự gặp gỡ rồi chia ly. Vì vậy album chẳng còn tên nào phù hợp hơn là Giải mã". Các ca khúc trong album này đều do Vũ Cát Tường tự sáng tác với những hoài niệm và xúc cảm chân thật của Tường trong cuộc sống.
Vũ Cát Tường phát hành hai đĩa đơn là "Góc đa hình" để tặng người hâm mộ nhân dịp hè và "Phai" với một bản phối mới vào năm 2015.
Tháng 1 năm 2016, Tường phát hành ca khúc "Mơ" sau một năm dài vắng bóng. Video âm nhạc được trau chuốt khá kỹ lưỡng về hình ảnh từ góc quay đến giai đoạn xử lý hậu kỳ. Có thể nhận xét Mơ như một "thước phim điện ảnh đẹp". Nội dung video được xây dựng như thước phim ngắn, mang người xem trở về với chuyến xe thanh xuân đầy cảm xúc của một nhóm bạn mà ở đó, họ có tiếng cười, có những cái nắm tay, có những khoảnh khắc ngưng lại bất chợt chỉ để trao nhau ánh mắt đầy tình cảm. Câu chuyện khiến người xem bất giác nhìn thấy tuổi trẻ của mình đâu đó, để rồi khi cảnh quay cuối cùng khép lại, họ cảm thấy đủ đầy về mặt cảm xúc và chợt mỉm cười cảm ơn vì đã nhìn thấy một phần tuổi trẻ của mình trong đó. Mơ là sáng tác của Vũ Cát Tường theo phong cách soul pha lẫn R&B. Nội dung của ca khúc không đơn thuần chỉ là một câu chuyện tình yêu của một cặp đôi nào đó, ca khúc với ý nghĩa rộng lớn hơn, "đánh trúng tim đen" của những người trẻ đang mang nhiều bản ngã bên trong mình, giữa "mơ" và "thực", những lối rẽ cho tương lai... Ngay chính Vũ Cát Tường cũng cho biết đây chính là tâm sự riêng tư của Tường trong một năm qua. "Có rất nhiều khó khăn, sóng gió đã đến với tôi sau những bước đầu tiên đến với con đường âm nhạc chuyên nghiệp. Tôi muốn cảm ơn những thử thách đó vì đã giúp mình bước chậm lại hơn trong sự nghiệp để nhìn lại chính bản thân, "giải mã" chính mình và cuộc sống xung quanh. Sau tất cả vẫn còn lại sự lạc quan, còn lại những phút an nhiên trong cuộc sống" - Tường nói. Cũng trong năm 2016, Tường cho ra mắt hai ca khúc "Góc ban công" và "Tôi" kết hợp với Thụy Bình.

### 2017–2019:Stardom,Inner Me

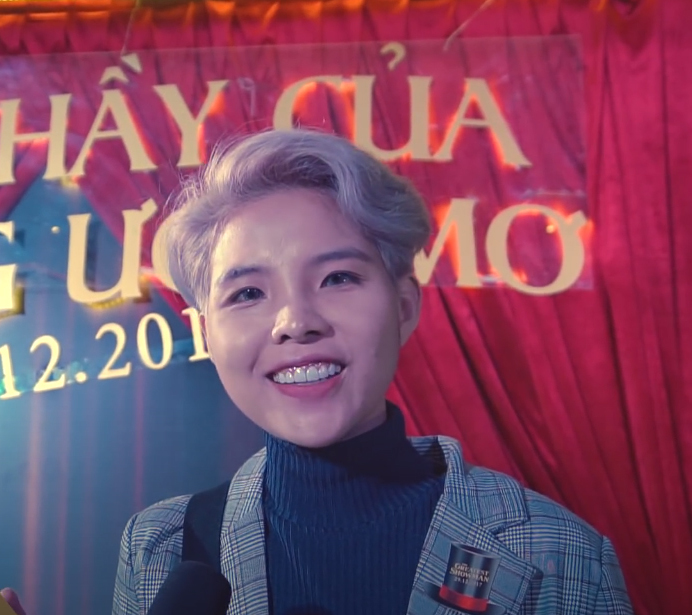
Vũ Cát Tường năm 2017.

Ngày 13 tháng 1 năm 2017, Tường chính thức ra mắt video âm nhạc "Ngày Hôm Qua" sau khi tung bản audio một thời gian ngắn. Qua bài hát này, Tường muốn gửi đến khán giả thông điệp: "Chúng ta đã sống trong một thế giới đủ khoảng cách rồi, nên dừng lại dành thời gian nhìn nhau và nói chuyện với nhau". Ca khúc "Ngày Hôm Qua" là sản phẩm âm nhạc lấy chất funk pha R&B làm chủ đạo, với phần hòa âm được phối từ những âm thanh điện tử chơi trên nền acoustic. Nội dung chính của "Ngày Hôm Qua" xoay quanh chủ đề là tình yêu đôi lứa, trong đó phảng phất sự nuối tiếc của chàng trai khi nhớ về người mình yêu trong tiết trời mùa đông.
Vào ngày Valentine năm 2017, Tường đã kết hợp với Hakoota Dũng Hà tiếp tục gửi đến người hâm mộ sáng tác mới của mình mang tên "Em ơi". Cũng theo lời Tường, "Em ơi" là bài hát "dễ thương, dễ hát" nhất mà Tường từng viết.
Tháng 3 năm 2017, Tường được đảm nhận vai trò sáng tác nhạc cho bộ phim điện ảnh "Cô gái đến từ hôm qua" dựa trên tiểu thuyết cùng tên của nhà văn Nguyễn Nhật Ánh, với thể loại ballad có chiều sâu trong tâm hồn và tính cách của từng nhân vật trong bộ phim, bài hát nhanh chóng được khán giả yêu mến. Sau đó, Tường cũng đã cùng ekip đoàn phim cho ra mắt ca khúc "Cô gái ngày hôm qua".
Tháng 7 năm 2017, Vũ Cát Tường ra mắt bài hát "Vài phút trước" với thông điệp của ca khúc "Khoảnh khắc là thứ quyết định duyên phận, hạnh phúc hay đau khổ đều có thể thay đổi chỉ trong một tích tắc. Hai người có thể gặp nhau, yêu nhau được đều do khoảnh khắc quyết định, nếu không phải có một việc nhỏ này xảy ra kéo theo hàng loạt những sự kiện đường dây khác làm thay đổi thì họ đã có thể thành đôi, hạnh phúc với nhau. Khi nghe ekip chia sẻ về ý tưởng thực hiện MV, tôi đã rất hài lòng vì tìm được những người đồng cảm với mình" - Vũ Cát Tường chia sẻ. Đây cũng là lần đầu tiên Vũ Cát Tường thử sức với rap.
Tháng 8 năm 2017, Vũ Cát Tường cho ra mắt video âm nhạc hoạt hình mang tên "Buổi sáng bình thường".
Ngày 14 tháng 10 năm 2017, concert đầu tiên của Vũ Cát Tường mang tên Forever Mine diễn ra, đánh dấu sự nghiệp 4 năm ca hát của Tường với sự tham dự hơn 3000 người.
Tháng 12 năm 2017, Vũ Cát Tường cho ra mắt "Come back home". Tường gây bất ngờ khi mặc váy hồng, đội tóc giả. Trong video âm nhạc, Tường thể hiện cả hai vai nam - nữ chính. Điều này khiến người hâm mộ bất ngờ và thích thú bởi trước đây, Tường thường đóng vai trò người kể chuyện.
Tháng 1 năm 2018, Vũ Cát Tường ra mắt bài hát "Chiến Thắng". Đây là một món quà Tường gửi tặng U23 Việt Nam với ngôi Á quân tại U23 Châu Á.
Vào ngày Valentine năm 2018, video âm nhạc "You are mine" được xuất bản với thông điệp tình yêu xuyên giới tính và tuổi tác.
Ngày 2 tháng 10 năm 2018, video âm nhạc "Leader" ra mắt đúng dịp sinh nhật Vũ Cát Tường đã đánh dấu sự thay đổi hoàn toàn mới trong phong cách âm nhạc của Vũ Cát Tường với thể loại rap. Bài hát đã gây ra nhiều ý kiến trái chiều trong cộng đồng nghe nhạc. Chia sẻ về "Leader", Vũ Cát Tường cho biết: "Leader không phải một bài hát mà Tường mong đợi nó sẽ là hit, cũng không phải là bài hát để người ta tung hô mình. Sứ mệnh của "Leader" là chiếc chìa khóa để mở ra tâm hồn khác của Vũ Cát Tường. Tâm hồn đó có nhiều góc nhìn, đừng nhìn nó theo một phía. Nếu bạn không yêu thương được Vũ Cát Tường với hình ảnh rapper thì vẫn có một Vũ Cát Tường pop/ballad để bạn yêu. Tường nghĩ, sẽ thật là tội lỗi với bản thân nếu cứ mãi sống theo suy nghĩ của người khác". Ngày 3 tháng 10 năm 2018, Vũ Cát Tường là đại diện Việt Nam tham dự Asia Song Festival 2018 tại Busan, Hàn Quốc. Tại đây Tường hát 2 sáng tác mới nhất "If" và "Leader", Vũ Cát Tường đã nhận được sự hưởng ứng rất nhiệt tình của khán giả Hàn cùng lời khen của đạo diễn chương trình.
Ngày 18 tháng 10 năm 2018, Vũ Cát Tường ra mắt album thứ 2 trong sự nghiệp mang tên Stardom – album đầu tiên của nghệ sĩ Việt Nam được phân phối bởi UMG, album đã đứng đầu Itunes Việt Nam sau 2 ngày ra mắt, 10 bài lọt top 20 Spotify sau 48 giờ. Đĩa đơn của album là "Leader" được ra mắt trước đó, ngày 2 tháng 10. Bài hát gây khá nhiều sự tranh cãi và ý kiến trái chiều từ người nghe nhạc. Bản thu là sự kết hợp của trap và hiphop tuy "Leader" là đĩa đơn chính của Stardom nhưng bài hát đem lại sự thành công và được chú ý nhất lại là "If".
Tháng 11 năm 2018, Vũ Cát Tường tổ chức Concert Stardom hơn 4000 người tại sân vận động Lan Anh. Vũ Cát Tường cũng là nghệ sĩ Việt Nam đầu tiên sử dụng hiệu ứng hologram cho concert. Sau Concert "'Stardom'" cô tiếp tục chuyến quảng bá album của mình qua các nước Singapore, Malaysia.
Ngày 12 tháng 12 năm 2018, Vũ Cát Tường cho ra bài hát Giáng sinh mang tên "Christmas Night" gây quỹ ủng hộ mái ấm nuôi trẻ em bị HIV/AIDS tại Mái ấm Mai Tâm.
Ngày 1 tháng 6 năm 2019, Vũ Cát Tường chính thức hé lộ tour lưu diễn khắp Việt Nam đầu tiên của mình VCT Tour 2019. Tường chia sẻ: 
| “ | 2017: Birthday Concert. 2018: Stardom Concert. Những bước chân nhỏ từ từ mở ra một hành trình lớn. Trong năm 2019, năm thứ 3 liên tiếp Tường làm concert riêng, có lẽ đã đến lúc thử sức mình với những cột mốc mới. | ” |

 Ngày 15 tháng 6, Tường chính thức công bố địa điểm tổ chức concert đầu tiên mang tên "Dear Hanoi," diễn ra vào ngày 31 tháng 8 tại Cung Văn hóa Hữu nghị Việt Xô, Hà Nội, đây là concert đầu tiên của Vũ Cát Tường tại Hà Nội với mong muốn đáp lại tỉnh cảm của người hâm mộ Hà thành dành cho Tường. Theo đó, hạng vé cao nhất tại concert sẽ là Vết Mưa - 5.000.000 VNĐ, đồng thời, những khách mua vé Vết Mưa cũng sẽ được tham gia buổi Meet & Greet trước khi diễn ra và được tặng lightstick mẫu 2 của Tường, sản xuất riêng tại Hàn Quốc. Tiếp sau đó là Thành phố Hồ Chí Minh với concert "Inner Me". Ngày 31 tháng 8 năm 2019, concert "Dear Hanoi" diễn ra tại Cung Văn hóa Hữu nghị Việt Xô, Hà Nội. Đây là concert đầu tiên Vũ Cát Tường tổ chức tại Hà Nội. Mượn hình ảnh từ bìa cuốn sách "Hoàng tử bé", trong live concert "Dear Hanoi", Vũ Cát Tường đưa người nghe đi qua nhiều cung bậc cảm xúc bằng chính âm nhạc của mình qua 20 ca khúc do chính Tường sáng tác và được hoà âm, phối khí lại toàn bộ bởi Tường và nhạc sĩ Nguyễn Thanh Bình. Tại đây cũng đánh dấu sự tái ngộ của Tường với người thầy của mình là diva Hồng Nhung, bé Anh Tuấn và bé Ngọc Ánh. Trong concert này, Vũ Cát Tường cũng lần đầu công bố lightstick phiên bản 2 của mình sau phiên bản 1 vào năm 2017. Phiên bản này có thiết kế đúng chuẩn Hàn Quốc, do VLive sản xuất và được đăng ký bản quyền tại Hàn Quốc.
Tháng 10 năm 2019, Vũ Cát Tường được Bộ Văn hóa, Thể thao và Du lịch Hàn Quốc mời tham dự Asia Song Festival và chính thức trở thành nghệ sĩ Việt Nam đầu tiên tham gia Asia Song Festival hai năm liên tiếp. Tại đây, Tường biểu diễn 3 ca khúc gồm 2 sáng tác trong album Stardom (Stardom và The Party Song) và 1 bài đã từng được Tường biểu diễn ở concert "Dear Hanoi", Dõi Theo.
Ngày 6 tháng 11 năm 2019, Tường ra mắt ca khúc Có người. Đây là lần đầu Tường "dấn thân" vào bộ môn múa đương đại. Nó là đĩa đơn chính cho album phòng thu thứ ba – Inner Me ra mắt vào ngày 30 tháng 11. Inner Me được Tường thực hiện ở phòng thu nổi tiếng United Recording tại Los Angeles, Hoa Kỳ dưới sự giúp đỡ của các nhà sản xuất âm nhạc như Michael Choi, Benjamin James, Minh, đánh đấu lần đầu tiên Tường viết nhạc chung với các nghệ sĩ khác. Tường cũng là nghệ sĩ Việt Nam đầu tiên làm việc tại phòng thu này. Album gồm 8 bài hát gợi nhắc "Vũ Cát Tường của năm ấy" nhưng cũng gợi mở con đường phía trước mà chính Tường đã chọn. Album được phát hành định dạng USB. Album là một bản thu âm mang thể loại pop, R&B, neo soul, funk với những ảnh hưởng từ alternative rock, pop rock. Inner Me được nhận xét như "tảng băng chìm" bên trong của Vũ Cát Tường. Inner Me được đánh giá là bước chuyển mình của Vũ Cát Tường trên hành trình theo đuổi âm nhạc suốt 7 năm qua. Inner Me được nhạc sĩ Phương Uyên nhận xét có đầu tư chỉn chu, gọn gàng và có hơi hướng retro, phần giọng hát tốt. Giọng hát của Tường trong album cũng được đánh giá cao vì vừa đáp ứng được yêu cầu về kỹ thuật hơn so với Stardom nhưng cũng thỏa được mặt cảm xúc. Album cũng được nhạc sĩ Lưu Thiên Hương đánh giá cao về phần âm nhạc, hòa âm và phối khí. Chỉ sau 1 tiếng đồng hồ ra mắt, album Inner Me đã lọt vào bảng xếp hạng album hot trên iTunes và đến thời điểm tối ngày 2 tháng 12 năm 2019 vẫn đang chễm chệ ở vị trí số 1. Đặc biệt, 3 ca khúc được nghe nhiều nhất là Có người (Someone), The Old You và Dõi Theo (Watching You From Afar). Để quảng bá cho album, Tường đã tổ chức concert cùng tên "Inner Me", concert được diễn ra vào ngày 15 tháng 12 năm 2019. Concert được chia ra làm 3 phần gồm 21 ca khúc do chính cô cùng nhạc sĩ Nguyễn Thanh Bình phối khí. Sân khấu của "Inner Me Concert" được bố trí ngay trung tâm, có thể quan sát được ở 4 mặt Nhà thi đấu Quân khu 7, Thành phố Hồ Chí Minh. Sử dụng công nghệ màn hình LED vô cực với các màn hình LED khổng lồ lắp đầy sân khấu. Tại Inner Me, Vũ Cát Tường đã khiến khán giả nhiều phen trầm trồ vì sự đầu tư mạnh mẽ về dàn dựng sân khấu, âm thanh, ánh sáng. Chính sự thành công của album và concert mà Tường đã được xuất hiện trên trang chủ của Billboard, tại mục Nghệ sĩ Quốc tế.

### 2020–nay:Một triệu năm ánh sáng

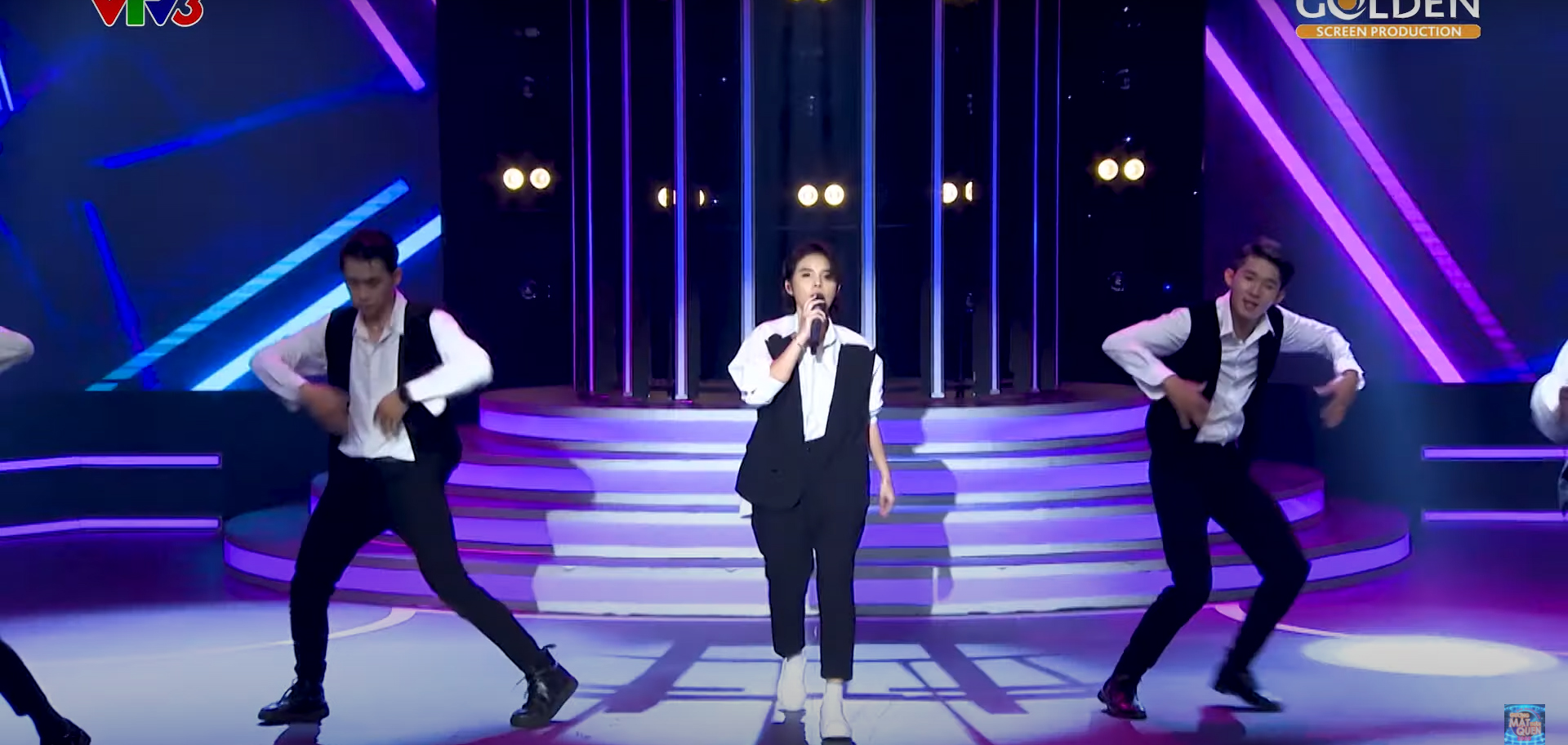
Vũ Cát Tường trên sân khấu chương trình Gương Mặt Thân Quen 2020

Ngày 2 tháng 4 năm 2020, Tường phát hành ca khúc song ngữ "Tomorrow" để khởi động dự án "Tomorrow Project" ủng hộ cho các tổ chức uy tín ở đầu chiến tuyến đang chiến đấu chống lại đại dịch COVID-19 và hạn mặn tại các tỉnh miền Tây. "Tomorrow" là sáng tác song ngữ của Vũ Cát Tường hợp tác cùng Benjamin James và Minh dành cho cộng đồng. Theo đó, 100% phí bản quyền thu được từ bài hát này trên các nền tảng trực tuyến trong thời gian diễn ra "Tomorrow Project", cộng với sự quyên góp của tất cả các bạn tại website chính thức của Vũ Cát Tường sẽ được trao trực tiếp cho các tổ chức uy tín ở đầu chiến tuyến đang chiến đấu chống lại đại dịch COVID-19 và hạn mặn tại các tỉnh miền Tây.
Ngày 1 tháng 11 năm 2020, Tường đã khiến khán giả tò mò khi quyết định "phủ trắng" hết tất cả các tài khoản Facebook, Instagram, Twitter và cả website chính thức đi kèm với hashtag #HTAS. Chưa đầy một ngày sau khi Vũ Cát Tường "phủ trắng" mạng xã hội, cộng đồng FM (tên thân mật của cộng đồng người hâm mộ nữ ca sĩ) đã đồng loạt đẩy hashtag #VCTcomeback vươn thẳng lên vị trí Top 1 trending Twitter tại Việt Nam. Ngày 5 tháng 11, Tường cho ra mắt ca khúc mới mang tên "Hành tinh ánh sáng" với phiên bản độc diễn do một vài sự cố kỹ thuật. Video âm nhạc lần này chỉ có hình ảnh Vũ Cát Tường diện đồ trắng diễn một mình trên phông nền trắng. Nữ chính giấu mặt được Tường giới thiệu trong poster trước đó cũng hoàn toàn vắng bóng. Một ngày trước ra mắt, Vũ Cát Tường gửi lời xin lỗi người hâm mộ vì không thể tung ra video nguyên bản như Tường đầu tư và lên ý tưởng trước đó. Do bản gốc đã không đáp ứng được các tiêu chí khắt khe mà Tường đặt ra.
Sau đó, vào ngày 18 tháng 11 năm 2020, Tường cho ra mắt EP đầu tay mang tên Một triệu năm ánh sáng.  EP này gồm 5 bài hát, trong đó có 4 bài hát: "Hành tinh ánh sáng", "Tìm hành tinh khác", "Phi hành gia cô đơn", bài hát chủ đề "Một triệu năm ánh sáng" và một phiên bản Tiếng Anh của bài "Hành tinh ánh sáng" là "Planet E" (Tạm dịch là "Hành tinh của em"). Chất liệu âm nhạc trong album lần này là pop, R&B và rap với màu sắc khoa học viễn tưởng.
Tối ngày 11 tháng 4 năm 2021, sau nhiều lần úp mở về hình ảnh của video âm nhạc "Tìm hành tinh khác", Vũ Cát Tường đã chia sẻ về poster chính thức kèm trailer cho ca khúc này trên tất cả nền tảng mạng xã hội của mình. Đây là một sáng tác của Vũ Cát Tường hợp tác với một ca sĩ tên Onic. Ca khúc "Tìm hành tinh khác" đã được Tường ra mắt vào cuối năm 2020, nằm trong EP Một triệu năm ánh sáng được giới chuyên môn và khán giả đánh giá cao từ ý tưởng hình ảnh đến âm nhạc, một vũ trụ được vẽ nên rất đẹp và diệu kỳ trong thế giới riêng của Vũ Cát Tường. Video âm nhạc "Tìm hành tinh khác" đã chính thức ra mắt vào ngày 16 tháng 4 năm 2021.

## Phong cách nghệ thuật
– Vũ Cát Tường

### Phong cách âm nhạc
Âm nhạc của Vũ Cát Tường mang đậm thể loại của pop, R&B, neo soul. Tường đã từng nói: "Dù cho Tường có thử nghiệm nhiều thể loại đi chăng nữa thì xuất phát điểm của Tường vẫn là R&B, neo soul" và hầu như tất cả các bài hát của Tường đều được viết từ hai thể loại này sau đó mới phối theo những phong cách khác nhau. Âm nhạc của Vũ Cát Tường được nhiều người đánh giá là cá tính và có thương hiệu riêng. Bên cạnh khả năng sáng tác, chơi nhiều loại nhạc cụ, Tường còn hát tốt cả tiếng Việt và tiếng Anh, có tư duy logic của một người học chuyên ngành về khoa học. Diva Hồng Nhung và nhạc sĩ Huy Tuấn từng hết lời khen ngợi tài năng của Vũ Cát Tường và xem Tường như đồng nghiệp chứ không phải "đàn em" trong nghề.
Thời gian đầu khi bước chân vào lĩnh vực ca hát và sáng tác, Vũ Cát Tường đã gây sự chú ý cho khán giả với những ca khúc có tiết tấu nhưng cũng không kém phần sâu lắng. Sau đó, Tường thử sức với pop trong "Yêu xa". Sự kết hợp hài hòa giữa phong cách nhạc pop cùng với giai điệu lảnh lót của tiếng đàn piano đã đưa người nghe qua hết những cung bật cảm xúc này đến cung bật cảm xúc khác của một cuộc tình. Chính vì điều đó mà "Yêu xa" đã xuất sắc lọt vào top đầu của nhiều bảng xếp hạng âm nhạc trong một khoảng thời gian khá dài. Tường chuyển mình liên tục trong chính sáng tác của mình như alternative rock, funk, electropop,... và mix các thể loại nhạc khác nhau như: blues với jazz là "Đông", R&B với funk là "Ngày hôm qua", R&B với soul là "Mơ", R&B, neo soul với rap có "Vài phút trước"... Năm 2018, Vũ Cát Tường thử nghiệm với rap trong "Leader" và một chút trong album Stardom, dù có khá nhiều lời chỉ trích, chê bai trong "Leader" nhưng album Stardom lại gặt hát được nhiều thành công mở đường cho album Inner Me vào năm 2019 khi Tường qua Hollywood hợp tác với các nghệ sĩ US-UK.
Vũ Cát Tường xuất phát là một dân khoa học, ước mơ còn nhỏ của Tường là trở thành một phi hành gia, sau đó Tường theo học ngành Kỹ thuật Y Sinh vì thế mà các sáng tác của Tường được đánh giá là có logic và tư duy của dân khoa học nhưng lại có chiều sâu và lãng mạn của người làm nghệ thuật.

### Ảnh hưởng
Vũ Cát Tường có năng khiếu sáng tác từ rất sớm. Từ trước khi nổi tiếng, Tường đã tự học piano và viết những đoạn nhạc nhỏ bằng piano. Những năm đầu học sáng tác, Vũ Cát Tường gặp và được chỉ dẫn từ Thanh Bùi, anh cũng là người giúp Tường sửa chữa lại bài hát "Đông" mà sau này trở thành hit. Dù chỉ theo học trường của Thanh Bùi trong thời gian ngắn do điều kiện kinh tế nhưng cũng giúp Vũ Cát Tường vững chắc hơn trong từng lần sáng tác, rồi "Vết mưa", "Yêu xa" cũng lần lượt ra đời. Nhạc Vũ Cát Tường cho đến vài năm gần đây đã có định hướng rõ ràng hơn về phong cách của riêng mình. Tường cũng thừa nhận rằng trong giai đoạn đầu mới sáng tác, Tường bị ảnh hưởng rất nhiều bởi những nhạc sĩ khác. Tường ảnh hưởng từng nốt luyến láy, từng nốt jazz từ Trọng Nguyên, giọng hát đến cách viết nhạc từ nhạc sĩ Phương Uyên và nhạc sĩ Thanh Bùi. Sau này trưởng thành hơn, Tường học được phong cách chậm rãi từ nhạc sĩ Đức Trí, và cách nhìn nhận thị trường âm nhạc của nhạc sĩ Huy Tuấn. Tường còn học hỏi cách viết lời của Bruno Mars, Adele, Sam Smith hay học cách nhấn nhá rap của Eminem, Drake, The Weeknd.

### Giọng hát
Vũ Cát Tường có một cách hát rất đặc trưng. Vũ Cát Tường sở hữu chất giọng cao, với âm vực rộng 2 quãng tám từ C3 đến G#5. Tường có quãng trầm và trung ấm, quãng cao vang, sáng. Đặc biệt giọng hát của Tường có sự chững chạc của nam nhưng vẫn có chút dịu dàng của nữ - một giọng hát có màu phi giới tính. Giọng hát của Vũ Cát Tường được định hình cho một phong cách tự sự, phóng khoáng. Vũ Cát Tường cũng có kiểu lấy hơi, luyến láy và đãi chữ rất đặc trưng nên nghe rất tự nhiên, gần gũi. Cũng vì thế mà Tường gây ấn tượng với nhiều thể loại âm nhạc từ R&B, neo soul, ballad. Thi thoảng người hâm mộ còn nghe thấy ở âm nhạc của Tường những sắc thái từ blues, jazz, rock, funk,...

### Sáng tác
– Vũ Cát Tường
Nhắc tới Vũ Cát Tường cùng những bài hát do chính Tường sáng tác và thể hiện, người ta thấy ở giọng ca nội lực ấy một nguồn sống bất tận, một sự tìm tòi không ngừng nghỉ. Bài hát mang cảm xúc nén chặt, cháy hết mình, yêu đời và yêu người.
Vũ Cát Tường dùng những cảm xúc, góc nhìn trong cuộc sống để đưa vào trong sáng tác của mình. Tường từng chia sẻ: "Chất liệu để sáng tác của Tường chính là sự nhạy cảm trong cuộc sống này, khi mình tiếp xúc với cái gì mình cũng thấy được cái đẹp của nó từ con người, một cái nhà, một cái xe, một con đường, 1 cơn gió, 1 hàng cây,... Cái đẹp hay nỗi đau của tất cả những điều đó chính là nguồn cảm hứng của mình. Tường muốn truyền tải tất cả giá trị mà mình có, những điều góp nhặt được trong cuộc sống của Tường. Về cách nhìn của người trẻ với một cuộc sống đa chiều, theo nhiều hướng khác nhau." Âm nhạc của Tường được nhận xét là: Âm nhạc giao thoa giữa chuyên môn và thị hiếu thời đại, khi không chỉ được công chúng đón nhận mà còn được giới chuyên môn đánh giá cao như: nhạc sĩ Đức Trí, nhạc sĩ Anh Quân, Diva Hồng Nhung, nhạc sĩ Huy Tuấn, nhạc sĩ Hồ Hoài Anh,...và hàng loạt những giải thưởng chuyên môn, uy tín về âm nhạc. Nếu theo dõi và nghe nhạc của Vũ Cát Tường, Tường luôn dùng danh xưng "anh" trong các sáng tác của mình và rất hiếm khi dùng "em" trừ bài duy nhất là "San Francisco" - bài hát trong album Stardom và những ca khúc sáng tác cho các nghệ sĩ nữ khác. Vũ Cát Tường đưa ra một câu trả lời xác đáng rằng âm nhạc là thứ để cảm nhận chứ không phải để phân định giới tính bởi dù là ai, chỉ cần tìm thấy bản thân trong âm nhạc Vũ Cát Tường đồng nghĩa ca khúc đó dành cho chính họ chứ không phải ai khác.
Diva Hồng Nhung từng chia sẻ: "Vũ Cát Tường không chỉ đơn thuần là một ca sĩ hát tốt, mà còn là một nghệ sĩ thực thụ với những sáng tác rất văn minh." Đêm bán kết Giọng hát Việt 2013, Vũ Cát Tường từng khiến chính huấn luyện viên Giọng hát Việt bị chỉ trích nặng nề khi giữ Tường là thí sinh cuối cùng trong đội, vì thời điểm đó Diva Hồng Nhung cho rằng: "Thí sinh đại diện đội Hồng Nhung phải là người mang phong cách mới mẻ trong âm nhạc, văn minh trong tư duy, trong sáng tâm hồn và chân thật trong xúc cảm. The Voice còn đề cao nhân cách nghệ sĩ chứ không chỉ là giọng hát hay." 4 năm sau, năm 2017, Vũ Cát Tường được Diva Hồng Nhung tin tưởng cùng góp mặt trong album "Phố à Phố ơi" với sáng tác "Tôi, xưa nay và Hà Nội". Ngoài ra, Tường còn được nhiều đàn chị hợp tác sáng tác như: Mỹ Tâm, Hồ Quỳnh Hương.

### Phong cách biểu diễn
Vũ Cát Tường có phong cách biểu diễn mang dấu ấn cá nhân rất cao không lẫn với bất kì ai. Khán giả xem trực tiếp luôn cảm nhận được một nguồn năng lượng lớn và tích cực, phóng khoáng và đầy tự do, bất cần nhưng lại mong manh trong từng bài hát mà Vũ Cát Tường trình diễn trên sân khấu. Mỗi một chuyển động hay một biểu cảm của Tường đều có cảm nhịp bẩm sinh rất tốt, Tường có khả năng tự phiêu theo nhạc chuẩn xác mà không hề có động tác nào thừa kể cả khi không có vũ đoàn, điều này khiến khán giả luôn cảm thấy bị lôi cuốn vào màn trình diễn của Tường. Phong cách thời trang của Vũ Cát Tường cũng là một điểm nhấn không thể bỏ qua. Tường luôn khác biệt khi xuất hiện nhưng vẫn giữ nét thanh lịch, đôi khi có những điểm nhấn tinh tế.

## Hình tượng công chúng

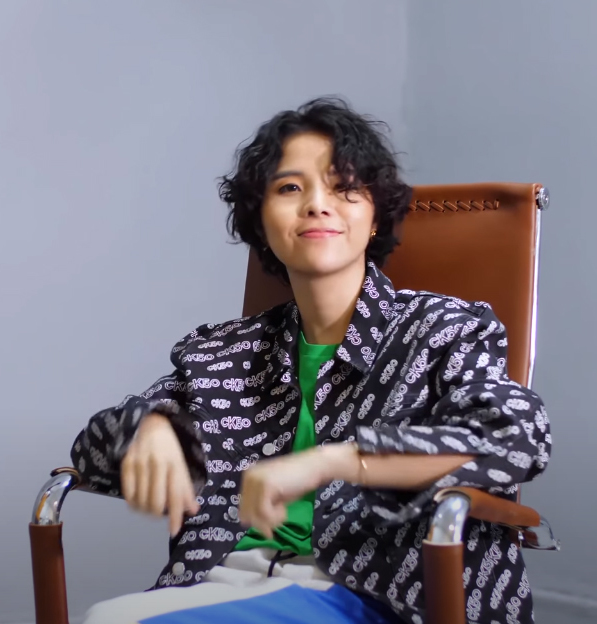
Vũ Cát Tường trong buổi chụp hình cho tạp chí ELLE.

Vũ Cát Tường được định hình trong mắt công chúng là một hình ảnh tomboy và theo đuổi hình tượng unisex. Tường thường xuyên diện những bộ trang phục menswear, cắt tóc ngắn nhưng cũng nhiều lần khiến người hâm mộ "giật mình" khi diện những trang phục nữ tính. Trong cuối năm 2017 đến 2018, Tường nhuộm khá nhiều màu tóc. nhưng trung thành với màu tóc đen vẫn khiến Tường nhận được nhiều lời khen nhất. Vũ Cát Tường còn thể hiện rất rõ cá tính bản thân thông qua gu thời trang của mình mỗi khi xuất hiện trước công chúng. Tường đầu tư cho phong cách thời trang của mình và sở hữu khá nhiều những món hàng hiệu đắt đỏ từ các thương hiệu lớn để mang đến vẻ ngoài chỉn chu cho bản thân.
Vũ Cát Tường nổi tiếng là người kín tiếng trong giới showbiz. Tường có thói quen tự lập, sống khép kín, ít chia sẻ với người khác. Tường dành hầu hết thời gian của mình vào âm nhạc. Ngoài đời, Tường ăn mặc khá giản dị và tương tác với người hâm mộ qua các trang mạng xã hội là chủ yếu. Tường ưu tiên chọn áo sơ mi hoặc áo thun kết hợp với quần jean. Vào mỗi dịp Giáng sinh, Tường đi làm từ thiện ở vài nơi, phát quà cho người già và các trẻ em có hoàn cảnh khó khăn. Vào Giáng sinh năm 2018, Vũ Cát Tường dành toàn bộ số tiền 60,000,000 VND bán các lượt download ca khúc "Chrismas Night" trong 10 ngày để tới thăm và quyên góp cho các trẻ em bị nhiễm HIV/AIDS tại Mái ấm Mai Tâm.

## Đời tư
Trong một video đăng tải ngày 9 tháng 7 năm 2022, Vũ Cát Tường thừa nhận mình là một người đồng tính.  Tường cho biết mình trước kia chưa công khai xu hướng tình dục vì có nhiều nỗi sợ, nhưng Tường muốn công khai trước tuổi 30 để khỏi phải đối diện với những câu hỏi "bao giờ lấy chồng". Vào ngày 12 tháng 2 năm 2025, Vũ Cát Tường và vũ công Nguyễn Thu Trang chính thức tổ chức lễ thành đôi tại Bình Dương, trước đó Vũ Cát Tường bất ngờ công khai khoảnh khắc cầu hôn Thu Trang sau 5 năm hẹn hò. Được biết, Nguyễn Thu Trang là hậu duệ dòng họ Nguyễn Cảnh ở Nghệ An; ông tổ 13 đời của cô là Nguyễn Cảnh Chân, danh tướng thời Hậu Trần.

## Hoạt động khác

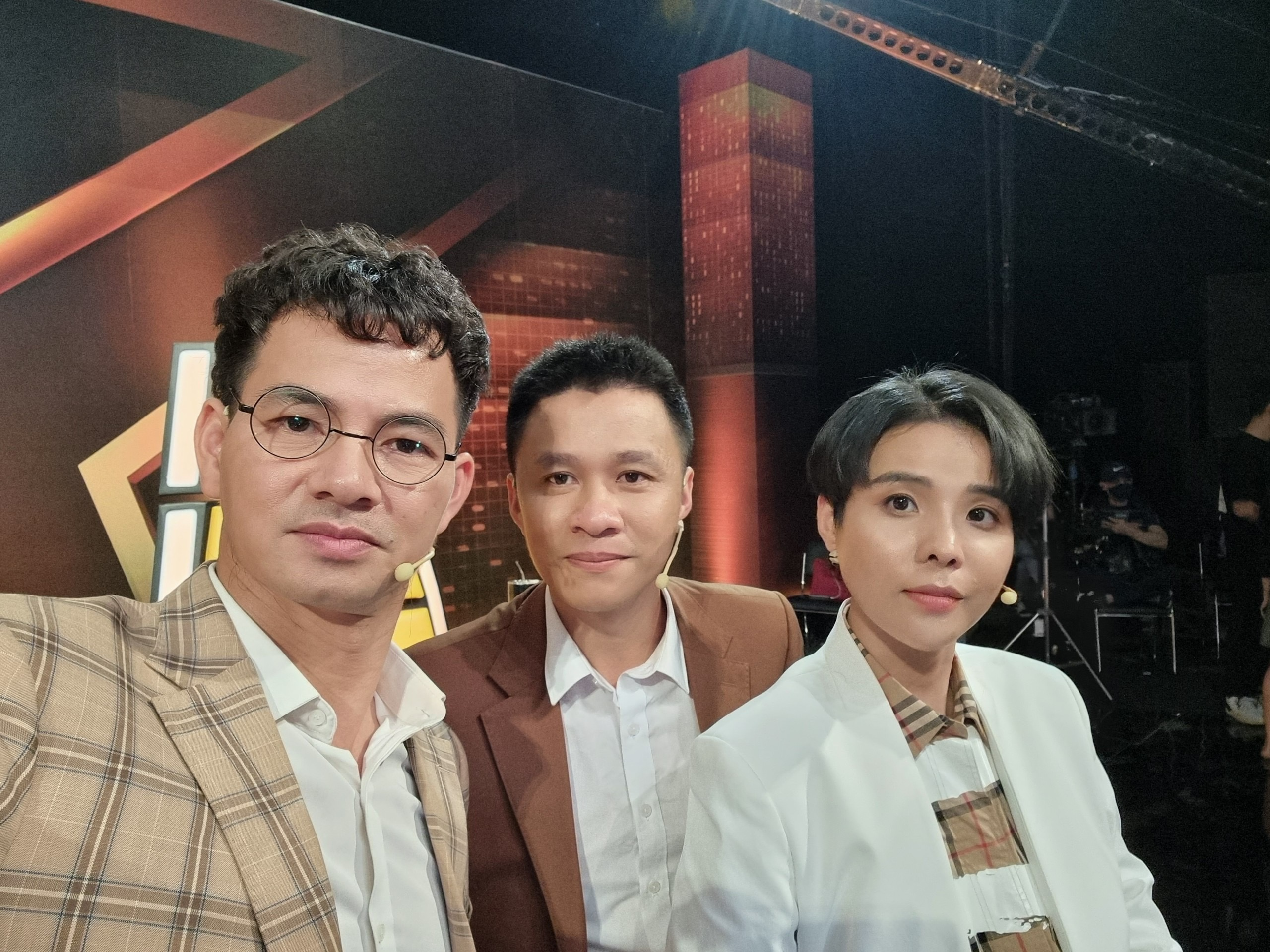
Vũ Cát Tường giữ vai trò giám khảo khách mời trong chương trình truyền hình thực tế Siêu thử thách năm 2021, bên cạnh 2 giám khảo cố định NSƯT Xuân Bắc và Kỷ lục gia Trí nhớ Thế giới Dương Anh Vũ

Năm 2016, Tường đảm nhận vai trò huấn luyện viên của chương trình Giọng Hát Việt Nhí mùa thứ 4 qua đó trở thành huyến luyện viên có tuổi nghề trẻ nhất. Năm 2017, Tường tiếp tục làm huấn luyện viên tại chương trình Giọng Hát Việt Nhí mùa thứ 5 cùng sự ủng hộ nhiệt tình của khán giả. Thí sinh của Tường - Ngọc Ánh đã xuất sắc lên ngôi quán quân Giọng Hát Việt Nhí mùa thứ 5 với tổng bình chọn gần 40%. Tại Giọng Hát Việt Nhí 2017, Ngọc Ánh gây ấn tượng là thí sinh có thể hát xuất sắc nhiều dòng nhạc: nhạc tiếng Anh, opera, rock, trữ tình, dân ca đương đại, dân ca Nam Bộ,... Năm 2018, Tường tiếp tục làm huấn luyện viên tại chương trình Giọng Hát Việt Nhí mùa thứ 6 với bạn đồng hành là Soobin Hoàng Sơn cùng sự ủng hộ nhiệt tình của khán giả.
Vào tháng 12 năm 2017, Tường cho ra mắt bộ sưu tập nước hoa mang tên "The Notes by Vũ Cát Tường" (tên viết tắt "The Notes"). Bộ sưu tập được phát hành với dòng nước hoa mang tên "Come Back Home" vào ngày 18 tháng 12 năm 2017, sau đó là dòng nước hoa mang tên "The Little Prince" vào ngày 31 tháng 7 năm 2018. Hai dòng nước hoa này đối lập nhau về mùi hương. Trong bộ sưu tập nước hoa này, Tường đã có dịp cộng tác và làm việc cùng công ty chế tác mùi hương hàng đầu thế giới: Firmenich. Đây là sản phẩm mà Vũ Cát Tường kết hợp với một thương hiệu nước hoa nổi tiếng thế giới đến từ Thụy Sĩ, từng làm việc với siêu mẫu Naomi Campbell, cầu thủ David Beckham... và Tường là nghệ sĩ thứ 2 đến từ châu Á làm việc với hãng nước hoa này, người đầu tiên là Lăng Lăng - nghệ sĩ piano nổi tiếng đến từ Trung Quốc. Lý giải việc đặt tên cho bộ sưu tập nước hoa là "The Notes", Tường cho biết: "Trong hương thơm cũng có ba notes chính là: Top notes (lớp hương đầu), midle notes (lớp hương giữa) và background notes (lớp hương cuối cùng) giống như trong âm nhạc có những notes nhạc."
Tháng 5 năm 2018, Tường kết hợp với thương hiệu thời trang Nosbyn cho ra bộ sưu tập Unisex đầu tiên mang tên "Be A Fool" gồm nhiều món hàng dễ sử dụng như: áo thun, áo sơ mi, quần tây, áo blazer khoác ngoài đã cháy hàng ngày đầu ra mắt. Lý giải cho việc đặt tên bộ sưu tập đầu tay với cái tên khá lạ lùng "Be A Fool" (tạm dịch: Hãy sống như một kẻ khờ), Vũ Cát Tường chia sẻ:"Trước kia, tôi luôn cho rằng mình chỉ có thể vui nếu có được những thứ nhất định nào đó nhưng bây giờ, suy nghĩ của tôi đã khác. Niềm vui đối với tôi bây giờ đơn giản lắm, như một buổi chiều đi chọn cho mình một hộp kem lạnh, mua một khúc bánh mì để ăn rồi đi vài vòng thành phố. Những lúc như vậy, tôi thường chọn cách bịt mặt, đội nón để không ai nhận ra mình làm ảnh hưởng đến những người xung quanh, và cũng để niềm vui của bản thân được trọn vẹn. Tôi cũng từng trải qua nhiều chuyện không vui, cũng bị người khác làm cho hết hồn nhiều lần. Thậm chí, có lúc tôi còn nghĩ thôi mình không mở lòng ra nữa vì hé cửa thôi cũng bị đau. Nhưng cuối cùng tôi vẫn là chính tôi - một người miền Tây cộc tính nhưng dễ bỏ qua, vui vẻ là chính và không nghĩ ngợi nhiều. Đó cũng là lý do tôi đặt tên cho BST thời trang riêng của mình như một cách truyền tải năng lượng tích cực đến mọi người: Cứ nhìn đời đơn giản đi một chút rồi mọi thứ sẽ đều trở nên vui hơn".
Ngày 19 tháng 6 năm 2018, Tường thành lập công ty riêng mang tên The Little Prince Entertainment. Công ty hoạt động như một hãng thu âm, sản xuất âm nhạc, quản lý sự kiện, sản xuất buổi hòa nhạc, nhà xuất bản âm nhạc, kinh doanh, quảng cáo và có trách nhiệm sản xuất và giữ bản quyền toàn bộ các sản phẩm âm nhạc của Vũ Cát Tường. Cũng trong năm 2018, Tường trở thành đại sứ UM Channel - là sự kết hợp của Yeah1 Group và Universal Music Group, là một kênh truyền hình tại Việt Nam chuyên về âm nhạc trong và ngoài nước, review phim điện ảnh, hình ảnh độc quyền của các nghệ sĩ Việt tại các sự kiện quốc tế. Sau đó, Tường chính thức trở thành đại sứ thương hiệu Clavinova của "Yamaha Music Vietnam".
Tháng 12 năm 2018, Vũ Cát Tường chính thức khởi động dự án từ thiện với single 'Christmas Night' do chính Tường sáng tác và thể hiện, toàn bộ tiền bản quyền của khán giả mua ca khúc đã được dùng để mang đến một mùa giáng sinh ấm áp cho những em nhỏ bị nhiễm HIV/AIDS tại mái ấm Mai Tâm, quận Thủ Đức, Tp. HCM. Ca khúc có giai điệu vui tươi, ấm áp và có âm hưởng giáng sinh, nói về chuyện một cặp đôi phải xa nhau mùa Noel.
Ngày 2 tháng 10 năm 2019, Vũ Cát Tường chính thức ra mắt bộ sưu tập mũ tai bèo "Meo Meo Bucket Hat" của thương hiệu thời trang "0210 by VCT" của Tường, với hai màu đen trắng, ngoài chất liệu vải, Vũ Cát Tường còn giới thiệu phiên bản nón da limited và đã sold out chỉ trong 1 tuần. Ngày 2 tháng 4 năm 2020, Vũ Cát Tường giới thiệu dự án từ thiện với single song ngữ "Tomorrow", toàn bộ số tiền được mọi người ủng hộ và tiền bản quyền bán bài hát trên các nền tảng âm nhạc trực tuyến được ủng hộ cho công tác chống dịch Covid-19 và hạn mặn ở miền Tây. Dự án đã thu về được 200.000.000 đồng và Vũ Cát Tường đã trao tặng cho Ủy ban Mặt trận Tổ quốc Việt Nam Thành phố Hồ Chí Minh.
Ngày 6 tháng 7 năm 2020, Vũ Cát Tường chính thức hợp tác với V Live để ra mắt FMVCT Fanship - Câu lạc bộ fan hâm mộ toàn cầu. Với 2 gói để lựa chọn có giá tiền là 600.000 VNĐ và 400.000 VNĐ, fan khi tham gia fanship sẽ nhận được những ưu đãi đặc quyền như xem livestream, tin nhắn, hình ảnh độc quyền của thần tượng, đồng thời mỗi người tham gia đều sẽ nhận được một bộ Welcome Kit với postcard, lightstick, hộp cơm eco-box, photobook và thẻ thành viên cứng. Ngày 17 tháng 7 năm 2020, Tường chính thức phát sóng chuỗi mini concert online đầu tiên của mình - "Trạm không gian số 0" trên nền tảng V Live Fanship, với 5 tập phát sóng, mỗi tập là một concept khác nhau, Vũ Cát Tường đã dẫn dắt khán giả dạo chơi trên hành tinh của mình, chia sẻ về hành trình khẳng định bản thân qua âm nhạc.
Ngày 08 tháng 3 năm 2021, Vũ Cát Tường chính thức thành lập công ty giải trí Vector Presents nhằm thay thế cho The Little Prince Entertainment. Công ty hoạt động như một đơn vị sản xuất cũng như là đơn vị cố vấn, xây dựng chiến lược, thương hiệu trong lĩnh vực nghệ thuật giải trí.

## Đánh giá
"Vũ Cát Tường là một hình mẫu nghệ sĩ tài năng và xuyên giới tính, xuyên quốc gia. Em có thể hát tốt tiếng Việt và tiếng Anh. Có tư duy âm nhạc logic của người học chuyên ngành về khoa học. Em biết sáng tác, biết chơi đàn piano, mang phong cách nghệ sĩ sâu sắc".
"Thông điệp của tôi là Cát Tường là hình ảnh tài năng mới, chỉ khi đến với Giọng hát Việt, khán giả mới bắt đầu biết đến em, và cũng chính từ sân khấu này, hình ảnh nghệ sĩ của em bắt đầu được hình thành. Chính vì vậy, tôi đặt 100% niềm tin của mình vào em. Còn nói về sự tôn trọng khán giả, sự nghiệp bao nhiêu năm và cái tên của tôi đã nói lên tất cả chứ không cần một số ý kiến truyền thông đánh giá qua quyết định vừa rồi".
— Diva Hồng Nhung
"Câu chuyện của người về nhì rất phổ biến trên thế giới. Họ thành công hơn vì họ không có áp lực của người về nhất. Họ truyền cảm hơn và tạo ra xu hướng. Và điều này tôi tin tưởng ở Hoàng Tôn và Cát Tường".
— Diva Mỹ Linh
"Lâu rồi, tôi mới thấy một ca sĩ trẻ có khả năng viết nhạc hay, có chiều sâu và hợp thời".
— Nhạc sĩ Huy Tuấn
"Giới nhạc sĩ thì Linh rất là thích những sản phẩm của Khắc Hưng, xu hướng nhạc Hàn Quốc rất thời thượng và chất lượng rất cao. Ngoài ra Linh cũng rất đánh giá cao Vũ Cát Tường, những sản phẩm âm nhạc của bạn mang một nét rất riêng biệt".
— Nhạc sĩ Dương Khắc Linh

## Danh sách đĩa nhạc

### Album phòng thu
- Giải mã (2014)
- Stardom (2018)
- Inner Me (2019)

### Album trực tiếp
- Trạm không gian số 0 (Unplugged) (2021)

### Đĩa mở rộng (EP)
- Một triệu năm ánh sáng (2020)
- Vi Nhất (2023)

## Chương trình truyền hình đã tham gia
| Năm  | Chương trình/ Cuộc thi                                           | Vai trò             | Cùng                                        | Phát sóng trên |
| ---- | ---------------------------------------------------------------- | ------------------- | ------------------------------------------- | -------------- |
| 2013 | Giọng hát Việt (mùa 2)                                           | Thí sinh            |                                             | VTV3           |
| 2014 | Bữa trưa vui vẻ (23/6)                                           | Khách mời           |                                             | VTV6           |
| 2015 | Hãy chọn giá đúng                                                | Người chơi          |                                             | VTV3           |
| 2015 | Ghế đỏ                                                           | Khách mời           |                                             | YanTV          |
| 2015 | Bữa trưa vui vẻ (30/1)                                           | Khách mời           |                                             | VTV6           |
| 2015 | We 10 (Tập 17)                                                   | VJ                  | Isaac                                       | YanTV          |
| 2015 | Học viện ngôi sao (Tập 86 - Gala Finale)                         | Ca sĩ khách mời     |                                             | VTV6           |
| 2015 | Ghế không tựa                                                    | Khách mời           |                                             | VTV6           |
| 2016 | Giọng hát Việt nhí (mùa 4)                                       | Huấn luyện viên     |                                             | VTV3           |
| 2016 | Alo Alo (Số 6)                                                   | Khách mời           |                                             | Yeah1TV        |
| 2016 | Bữa trưa vui vẻ (19/3)                                           | Khách mời           |                                             | VTV6           |
| 2016 | Bạn có thực tài (Mùa 3 - Tập 9)                                  | Giám khảo           |                                             | HTV7           |
| 2016 | Cuộc sống 24h                                                    | Khách mời           |                                             | VTC14          |
| 2016 | Cafe sáng cuối tuần (27/3)                                       | Khách mời           |                                             | VTV3           |
| 2016 | Tìm kiếm tài năng: Vietnam's Got Talent (mùa 4) (Gala Chung kết) | Ca sĩ khách mời     |                                             | VTV3           |
| 2016 | The Remix - Hòa âm Ánh sáng (mùa 2) (Tập 9)                      | Ca sĩ khách mời     |                                             | VTV3           |
| 2017 | Giọng hát Việt nhí (mùa 5)                                       | Huấn luyện viên     |                                             | VTV3           |
| 2017 | Sàn đấu ca từ (Mùa 1 - Tập 1)                                    | Người chơi          | Tia Chớp Bạc                                | HTV7           |
| 2017 | Bữa trưa vui vẻ (7/1)                                            | Khách mời           |                                             | VTV6           |
| 2017 | Muôn màu Showbiz (Tập 50)                                        | Khách mời           |                                             | VTV9           |
| 2017 | Remix New Generation - Hòa âm Ánh sáng (mùa 3) (Tập 8)           | Giám khảo khách mời |                                             | VTV3           |
| 2017 | Giọng ải giọng ai (Mùa 2 - Tập 13)                               | Khách mời           | Hoài Lâm                                    | HTV7           |
| 2018 | Giọng hát Việt nhí (mùa 6)                                       | Huấn luyện viên     | Soobin Hoàng Sơn                            | VTV3           |
| 2018 | Chuyện tối nay với Thành (Tập 26)                                | Khách mời           |                                             | BRT            |
| 2018 | Showbiz 101                                                      | Khách mời           |                                             | View TV - VTC8 |
| 2018 | Người bí ẩn (Mùa 5 - Tập 8)                                      | Người chơi          | Chi Dân                                     | HTV7           |
| 2019 | Người ấy là ai (Mùa 2 - Tập 11)                                  | Cố vấn              | Trúc Nhân, Tuấn Trần                        | HTV2           |
| 2019 | Phòng khám 4.0 (Tập 1)                                           | Khách mời           |                                             | AMC - SCTV2    |
| 2019 | Giọng hát Việt                                                   | Cố vấn              |                                             | VTV3           |
| 2019 | Giọng ải giọng ai                                                | Khách mời           | Văn Mai Hương                               | HTV7           |
| 2019 | Hoa hậu Thế giới Việt Nam (Đêm thi Người đẹp Thời trang)         | Ca sĩ khách mời     | Kyo York, Nhật Huyền và Soprano Hiền Nguyễn | YouTube        |
| 2019 | Siêu trí tuệ Việt Nam (Mùa 1 - Tập 1, 5, 6)                      | Giám khảo khách mời |                                             | HTV2           |
| 2020 | 7 Nụ cười Xuân (Mùa 3 - Tập 19, 20)                              | Khách mời           |                                             | HTV7           |
| 2020 | Vui Sống Mỗi Ngày (24/04)                                        | Khách mời           |                                             | VTV3           |
| 2020 | Ca Sĩ Bí Ẩn (Mùa 4 - Tập 9)                                      | Người chơi          | Tố My, Mai Tiến Dũng                        | HTV7           |
| 2020 | Người ấy là ai? (Mùa 3 - Tập 15)                                 | Cố vấn              | Phương Mai, Thuận Nguyễn                    | HTV2           |
| 2020 | Giọng Ải Giọng Ai (Mùa 5 - Tập 5)                                | Khách mời           | Tóc Tiên                                    | HTV7           |
| 2020 | Ký ức vui vẻ (Mùa 3 - Tập 3)                                     | Khách mời           |                                             | VTV3           |
| 2021 | Giọng hát Việt nhí (mùa 8)                                       | Huấn luyện viên     | MC ILL (Hưng Cao)                           | VTV3           |
| 2021 | Nhà vô địch (Tập 2)                                              | Khách mời           |                                             | VTV3           |
| 2025 | Cuộc hẹn cuối tuần (Tập 12)                                      | Khách mời           |                                             | VTV3           |
| 2025 | Anh Trai Say Hi 2025                                             | Thí sinh            | 29 Anh Trai 2025                            | HTV2           |

## Chuyến lưu diễn & hòa nhạc

### Lưu diễn
- VCT Tour 2019 (2019)[178]

### Buổi hòa nhạc
- Birthday Concert (2017)[179]
- Stardom Concert (2018)[180]
- Dear Hanoi (2019)[181]
- Inner Me (2019)[182]
- Birthday Concert - hôm nay Tường 30 (2022)[183]
- Người Bình Thường (2023)[184]